# Dysphaea gloriosa
Dysphaea gloriosa är en trollsländeart som beskrevs av Fraser 1938. Dysphaea gloriosa ingår i släktet Dysphaea och familjen Euphaeidae. IUCN kategoriserar arten globalt som livskraftig. Inga underarter finns listade i Catalogue of Life.